# Que Talento!
Que Talento! è una serie televisiva di commedia musicale brasiliana. Si tratta della prima serie brasiliana ad essere realizzata da Disney Channel.  È interpretato da Gabriel Calamari, Mayra Arduini e Bruno Martini. Girata a San Paolo, la serie è stata trasmessa per la prima volta il 24 maggio 2014 dopo il film Cloud 9. La seconda stagione è andata in onda dal 6 settembre 2014 mentre la terza dal 15 febbraio 2016, con una nuova sigla e nuovi personaggi.

## Trama
Tutto ha inizio quando Bruno, un giovane insicuro è stato sostituito nella sua band e finisce a fermarsi in un'agenzia di talenti.
Lì incontra un istruttore piuttosto folle che ha una cugina ancora più pazza, ma con un talento spettacolare.Questa giovane è 
Mayra, una giovane ragazza che si è appena trasferita a San Paolo,e,insieme, lei e Bruno,formano una band.

## Episodi
| Stagione         | Puntate | Prima TV originale | Prima TV originale | Prima TV Italia | Prima TV Italia |
| Stagione         | Puntate | Inizio             | Fine               | Inizio          | Fine            |
| ---------------- | ------- | ------------------ | ------------------ | --------------- | --------------- |
| Prima stagione   | 14      | 17 maggio 2014     | 2 giugno 2014      | 4 luglio 2017   | 10 luglio 2017  |
| Seconda stagione | 12      | 2 gennaio 2015     | 12 giugno 2015     | 10 luglio 2017  | 16 luglio 2017  |
| Terza stagione   | 26      | 15 febbraio 2016   | 15 aprile 2016     | 16 luglio 2017  | in corso        |